# Jandaia do Sul
Jandaia do Sul là một đô thị thuộc bang Paraná, Brasil. Đô thị này có diện tích 187,6 km², dân số năm 2007 là 20131 người, mật độ 109,2 người/km².